# هونغدو جي جيه-11
هونغدو جي جيه-11 هي مركبة قتال جوي دون طيار شبحية يتم تصنيعها من قبل مجموعة هونغدو لصناعة الطيران، قامت بأول رحلة طيران لها في 21 نوفمبر 2013.